# Nothing Is Lost (You Give Me Strength)
«Nothing Is Lost (You Give Me Strength)» — песня канадского певца The Weeknd. Она была выпущена компаниями XO, Hollywood Records и Republic Records 15 декабря 2022 года в качестве ведущего сингла саундтрека к фильму «Аватар: Путь воды» (2022). Песня была написана Weeknd, который сочинил её вместе с продюсерским трио Swedish House Mafia, а также композитором партитуры фильма Саймоном Фрэнгленом. В музыкальном плане «Nothing Is Lost (You Give Me Strength)» представляет собой «интенсивную» синти-поп и пауэр-поп балладу с «гимнической» оркестровой поп-мелодией и пульсирующей электронной драм-машиной в припеве.

## История
4 декабря 2022 года Weeknd опубликовал в своих социальных сетях тизер саундтрека, намекая на дату выхода 16 декабря. 7 декабря вышел новый трейлер фильма режиссера Джеймса Кэмерона. Сам трейлер был назван в честь песни. Он содержит заметный фрагмент песни с вокалом, который «мягко звучит на протяжении всего трейлера». Согласно пресс-релизу, песня призвана «передать эпический размах, захватывающее действие и захватывающую драму фильма». В интервью на премьере фильма продюсер Джон Ландау рассказал изданию Complex, что «когда (The Weeknd) пришёл, Swedish House Mafia придумали концепцию песни, и они приняли участие в работе с нашим композитором Саймоном Фрэнгленом. И вместе они придумали песню, которая соответствует тому, кем является The Weeknd, но при этом органично вписывается в наш фильм. И именно это было важно для нас. Мы не хотели, чтобы в конце фильма прозвучало что-то, выходящее за рамки фильма, но он принял это сотрудничество, и его голос, о Боже».

## Композиция
The Weeknd самостоятельно написал текст песни «Nothing Is Lost (You Give Me Strength)» и сочинил мелодию песни вместе с продюсерским трио Swedish House Mafia и Саймоном Фрэнгленом. После выхода песня была описана музыкальными и кинокритиками как «интенсивная» синти-поп пауэр-баллада, с «гимнической» оркестровой поп-мелодией и пульсирующей электронной драм-машиной в припеве.

## Чарты
| Чарт (2022)                               | Высшая позиция |
| ----------------------------------------- | -------------- |
| Австралия (Australia New Music, ARIA)     | 19             |
| Канада (Billboard Canadian Hot 100)       | 88             |
| Мир (Billboard Global 200)                | 156            |
| Венгрия (Single Top 40)                   | 39             |
| Япония (Billboard Japan)                  | 6              |
| Новая Зеландия (RMNZ)                     | 5              |
| Великобритания (OCC UK Singles Downloads) | 79             |
| Великобритания (UK Singles Sales, OCC)    | 84             |
| США (Billboard Bubbling Under Hot 100)    | 23             |
| США (Billboard Digital Song Sales)        | 36             |

## История релиза
| Регион | Дата            | Формат                     | Лейбл                 | Ссылка        |
| ------ | --------------- | -------------------------- | --------------------- | ------------- |
| Мир    | 15 декабря 2022 | Цифровые загрузки стриминг | XO Hollywood Republic | [ 26 ] [ 27 ] |